# Sousoší Kalvárie (Týn nad Vltavou)
Pozdně barokní sousoší Kalvárie z druhé poloviny 18. století stojí na bývalém dělostřeleckém cvičišti nad Týnem nad Vltavou a připomíná tragický výbuch, k němuž došlo 20. června 1753 ve vojenském muničním skladu.

## Popis sousoší
Pískovcové sousoší, až 8 m vysoké, rovněž s názvem Velký Depot (objekty na místě bývalého vojenského tábora jsou často označovány tímto souhrnným názvem) se skládá ze tří samostatných soch postavených na architektonickém soklu, který je stejný u Panny Marie Sedmibolestné (3,5 m) a sv. Jana Evangelisty (3,5 m). Mezi Pannou Marií a  Janem Evangelistou je umístěn monumentální krucifix s Ukřižovaným (téměř 8 m). Kříž vyrůstá ze zeměkoule obtočené hadem. Pod zeměkoulí je sochařova představa očistce, tři výrazné tváře mezi šlehajícími plameny. Autorství sousoší bývá připisováno žákům Ferdinanda Maxmiliána Brokoffa či Matyáše Bernarda Brauna, je to však pouze na úrovni spekulací.
Památková ochrana se vztahuje na celý areál.

## Historie

### Tragický výbuch
V roce 1744 byl maršál kníže Josef Václav z Lichtenštejna (1696–1772) pověřen císařovnou Marií Terezií reformou zastaralého dělostřelectva. V roce 1749 vybudoval dělostřelecké cvičiště u Týna nad Vltavou. V rámci příprav na uvítání císařovny Marie Terezie se chystal i velkolepý ohňostroj. Ve středu před Božím Tělem, 20. června 1753 v půl sedmé ráno se však hořlavé látky pro ohňostroj náhle vzňaly a nastal silný výbuch, který rozmetal obě dílny, zabil 43 a zranil 48 lidí. Mezitím co se ranění léčili v Týně, začalo se s novými přípravami ohňostroje a 6. srpna 1753 údajně přijela dlouho očekávaná císařovna Marie Terezie.
Po zrušení dělostřeleckého cvičiště zde byly až do roku 1866 umístěny císařské vozatajské sklady. Právě z té doby pochází pojmenování Velký Depot. Poté byla většina objektů areálu srovnána se zemí. Zanikla i část zemních fortifikací, takže dnes jsou kromě dvou usedlostí, tj. samoty č.p. 283 neboli Velkého Depotu a samoty Bída č.p. 274 dalšími dochovanými památkami na cvičiště zřejmě již jen valy v lesíku Na Šancích a torzo tzv. epolementu (lapače kulí – z hlíny navršeného tarasu) nedaleko samoty Širočiny.
Koncem 19. století byl kolem sousoší upraven jednoduchý park a za první republiky se o toto památné místo a jeho údržbu staral Odbor Československých turistů z Týna nad Vltavou.

### Legendy a skutečnost
Místní legendy jsou dvě. Podle jedné císařovna tušila, že se na ni chystá atentát, a proto se ve Veselí nad Lužnicí převlékla za mlékařku a přijela na obyčejném voze do Týna inkognito. Druhá legenda říká, že se císařovně naštěstí cestou rozbil kočár, takže na místo tragédie dorazila těsně poté, co došlo k výbuchu. Z historických pramenů se však ví, že ve skutečnosti přijela na cvičiště až 40 dní po tomto neštěstí.
Jedinou zmínkou o souvislosti sousoší s císařovnou je zpráva z roku 1838, v níž upozorňuje týnský policejní úřad spolu s panským direktorem krajského hejtmana rytíře z Kundratic na žalostný stav soch a žádá, aby stát poskytl peníze na opravu památky, jejíž původkyní je Marie Terezie. Dvorská kancelář po projednání této žádosti o sedm let později sdělila, že není dokázáno, že by Marie Terezie rozkázala tzto sochy postavit, jelikož o tom není zmínky v přiložených dokladech děkanského archivu či jinde. Barokní sousoší chátralo dál, jeho renovace se uskutečnila až v roce 1994, kdy značně sešlé sochy opravil akademický sochař Ivan Tlášek, který provedl i dosud poslední restaurátorskou opravu v roce 2020.

### Doba umístění sousoší a jeho účel
Není známo, zda sousoší bylo vytesáno právě pro toto místo. Na ústřední soše - krucifixu, který stojí na obrovské zeměkouli, je na zadní straně vytesán letopočet 1750. Leč k výbuchu došlo až v roce 1753. Buď bylo tedy sousoší vyrobeno dříve a tady druhotně použito, nebo při jeho restaurování nebyla původní datace zřetelná, takže restaurátor vytesal letopočet 1750 namísto 1753. Podle místní legendy nechala sousoší vyrobit a na tomto místě postavit Marie Terezie, zděšena tím, co se stalo.